# Bed (песня Ники Минаж)

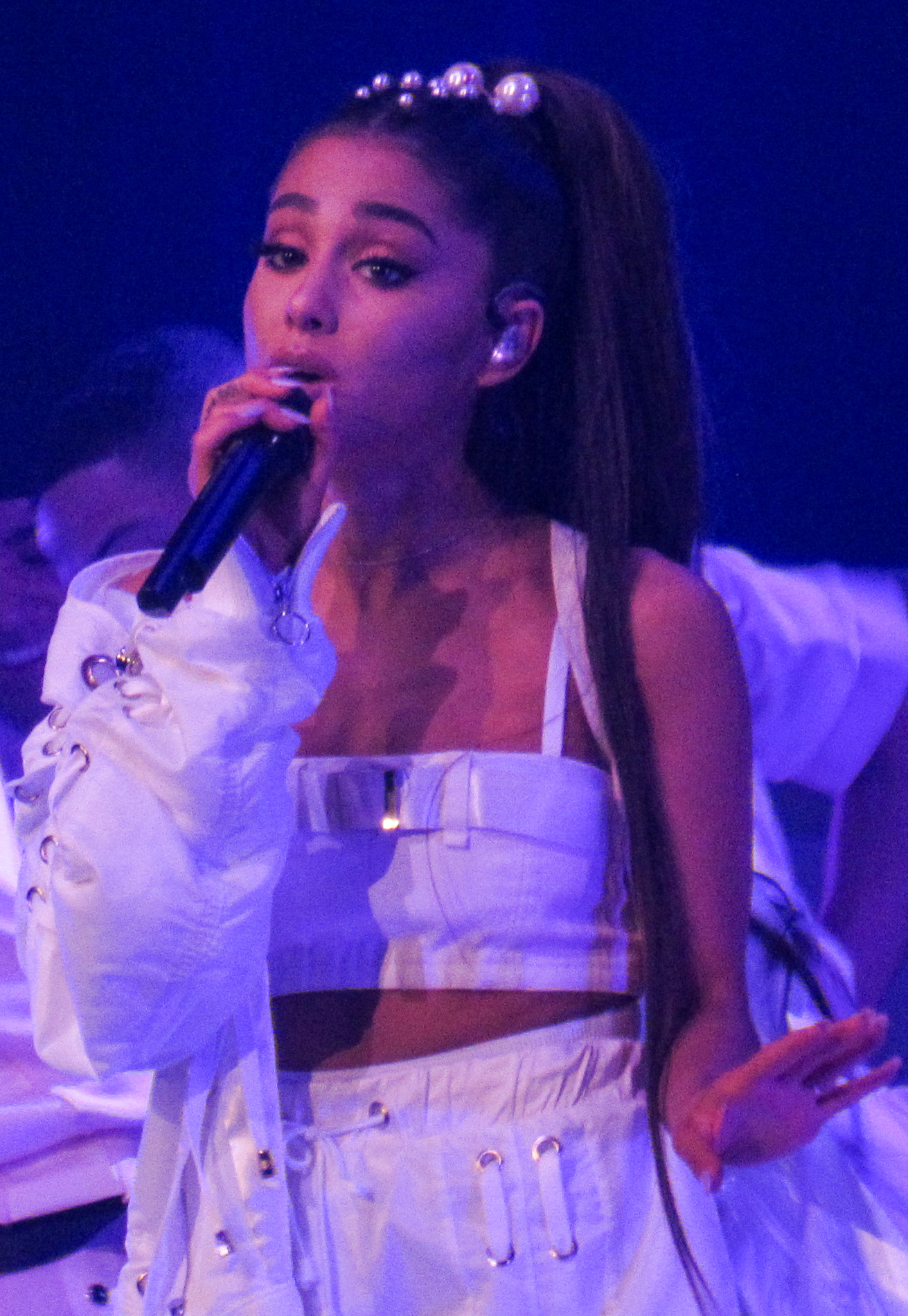
Гранде (на фото) как отмеченный артист в «Bed».

«Bed» (с англ. — «Кровать») — песня американской хип-хоп-исполнительницы Ники Минаж, записанная при участии американской певицы Арианы Гранде. Песня была выпущена в качестве второго сингла в поддержку четвёртого студийного альбома Ники Минаж Queen (2018) 14 июня 2018 года на лейблах Young Money Entertainment и Cash Money Records. Песня была спродюсирована Supa Dups, Beats Bailey, Месси и Ben Billions и является четвёртой коллаборацией Ники Минаж и Арианы Гранде. Она заняла 43 строчку в американском чарте Billboard Hot 100, а также достигла первой двадцатки в чартах Австралии, Шотландии и Великобритании.

## Предпосылки и релиз
В 2014 году Минаж и Гранде выпустили две совместные песни: «Bang Bang», вошедшую в делюкс-версию второго студийного альбома Гранде My Everything (2014), и «Get on Your Knees», вошедшую в третий студийный альбом Минаж The Pinkprint (2014). В 2016 году исполнительницы выпустили совместный трек «Side to Side», вошедший в третий студийный альбом Арианы Гранде Dangerous Woman. В мае 2018 года Гранде написала в своём микроблоге в Twitter, что Минаж пригласила её в студию для записи для того, чтобы записать очередную коллаборацию между исполнительницами. 4 июня 2018 года в том же микроблоге Ариана ответила поклоннику, что в этом году (2018) выйдет не одна коллаборация с Минаж, и анонсировала выход «The Light Is Coming». 11 июня Ники Минаж официально анонсировала выход песни «Bed» в качестве второго сингла в поддержку предстоящего альбома Queen. Сингл был выпущен 14 июня в формате цифрового скачивания вместе с началом предзаказа альбома. На обложке сингла изображены Минаж и Гранде, находящиеся в бассейне.

## Коммерческий приём
Сингл «Bed» дебютировал на 43 строчке американского чарта Billboard Hot 100 вместе с 19,000 загрузок и 12 миллионами раз потокового прослушивания. Песня стала 91-й в карьере Минаж, попавшей в американский чарт. Во вторую неделю песня упала на 67 строчку чарта. На четвёртую неделю пребывания в чарте песня поднялась на 48 строчку.
Также «Bed» достиг первой двадцатки в чартах Австралии, Шотландии и Великобритании.